# Forza Motorsport 2
Forza Motorsport 2 (também conhecido como Forza 2) é um jogo eletrônico de corrida desenvolvido pela Turn 10 Studios para o Xbox 360, segunda versão do jogo Forza Motorsport. A versão japonesa do jogo foi lançada em 24 de maio de 2007, e as versões da América do Norte e do Brasil foram lançadas em 30 de maio de 2007. O jogo foi lançado na Europa em 8 de junho de 2007, seguido por Austrália em 14 de junho de 2007. O jogo tem múltiplos reviews.

## Pistas

### Reais

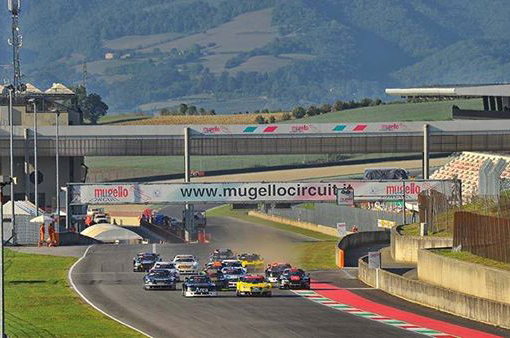
Circuito de Mugello, um dos circuitos reais do jogo.

- Mazda Raceway Laguna Seca
- Mugello Autodromo Internazionale
- Nürbrugring Nordschleife
- Road Atlanta
- Sebring International Raceway
- Silverstone Circuit
- Suzuka Circuit
- Tsukuba Circuit

### Fictícias
- Maple Valley Raceway
- New York Circuit
- Nissan Speedway
- Sunset Peninsula Infield
- Test Track

## Recepção
No site Metacritic recebeu aclamação universal tendo uma nota 90/100 e 8.3 do público.

## Carros
- 2002	Acura	RSX Type-S
- 2001	Acura	Integra Type-R
- 2006	Acura	RL A-Spec
- 2005	Acura	NSX
- 1997	Acura	NSX
- 2000	Acura	VIS Racing Integra Type-R
- 2002	Acura	#42 Realtime Racing NSX
- 2001	Aston Martin	V12 Vanquish
- 2005	Aston Martin	DB9 Coupe
- 2004	Audi	TT Coupe 3.2 quatro
- 2000	Audi	S4
- 2004	Audi	S4
- 2003	Audi	RS 6
- 2006	Audi	RS 4
- 2000	Audi	AWE Tuning SilverBullet S4
- 2001	Audi	#4 Johansson Motorsport R8
- 2002	Audi	#1 Infineon Audi R8
- 2004	Audi	#5 Audi Sport Japan Team Goh R8
- 2004	Audi	#88 Audi Sport UK Team Veloqx R8
- 2006	Audi	#2 FSI Champion Racing R8
- 2004	Audi	#8 Audi ABT TT-R
- 2002	Audi	#1 Champion S4 Competition
- 2003	Audi	#1 Champion RS 6
- 2004	Bentley	Continental GT
- 2003	Bentley	#7 Team Bentley Speed 8
- 1997	BMW Motorsport	M3 E36
- 2005	BMW Motorsport	M3 E46 Coupe
- 2002	BMW Motorsport	M3-GTR
- 1999	BMW Motorsport	#15 BMW Motorsport V12 LMR
- 2005	BMW Motorsport	#2 BMW Motorsport M3-GTR
- 1987	Buick	Regal GNX
- 2004	Cadillac	CTS-V
- 2002	Cadillac	#6 Team Cadillac Northstar LMP-02
- 2004	Cadillac	#16 Team Cadillac CTS-V
- 2005	Chevrolet	Cobalt SS Coupe
- 2002	Chevrolet	Camaro 35th Anniversary SS
- 2002	Chevrolet	Camaro SS
- 1996	Chevrolet	Corvette Grand Sport
- 2002	Chevrolet	Corvette Z06
- 2006	Chevrolet	Corvette Z06
- 1969	Chevrolet	Camaro Z28
- 1969	Chevrolet	Camaro SS Coupe
- 1970	Chevrolet	Chevelle SS-454
- 1967	Chevrolet	Corvette Stingray 427
- 1970	Chevrolet	Corvette ZR-1
- 2003	Chevrolet	Corvette Guldstrand Edition
- 2002	Chevrolet	Lingenfelter 427 Corvette
- 2004	Chevrolet	#3 Corvette Racing C5.R
- 2006	Chevrolet	#4 Corvette Racing C6.R
- 2003	Chevrolet	#73 3R-Racing Corvette Z06
- 2005	Chevrolet	#31 Whelen Engineering Corvette Z06
- 2005	Chevrolet	#99 Tiger Racing Corvette Z06
- 2004	Chrysler	PT Cruiser GT
- 1998	Chrysler	Eagle Talon TSi Turbo
- 2006	Chrysler	Crossfire SRT6
- 2005	Chrysler	ME Four-Twelve Concept
- 1968	Chrysler	Plymouth Barracuda Formula-S
- 2003	Dodge	SRT4
- 1996	Dodge	Stealth R/T Turbo
- 2006	Dodge	Charger SRT8
- 1999	Dodge	Viper GTS ACR
- 2003	Dodge	Viper SRT10
- 2003	Dodge	Viper Competition Coupe
- 1969	Dodge	Charger R/T-SE
- 2000	Dodge	Hennessey Viper 800TT
- 2000	Dodge	#57 Carsport Holland Viper GTS-R
- 2001	Dodge	#58 Larbre Compétition Viper GTS-R
- 2002	Dodge	#1 Team Zakspeed Viper GTS-R
- 2003	Dodge	#126 Team Zakspeed Viper GTS-R
- 2005	Dodge	#77 Team Zakspeed Viper ACR
- 2003	Dodge	#23 Magellan Financial Viper Competition Coupe
- 2004	Dodge	#22 3R-Racing Viper Competition Coupe
- 2005	Ferrari	612 Scaglietti
- 1994	Ferrari	F355 Berlinetta
- 1999	Ferrari	360 Modena
- 2002	Ferrari	575M Maranello
- 1991	Ferrari	512 TR
- 1998	Ferrari	F355 Challenge
- 1984	Ferrari	GTO
- 2004	Ferrari	F430
- 2003	Ferrari	Challenge Stradale
- 1987	Ferrari	F40
- 1995	Ferrari	F50
- 2002	Ferrari	Enzo Ferrari
- 1969	Ferrari	Dino 246 GT
- 1964	Ferrari	250 GTO
- 1967	Ferrari	330 P4
- 1998	Ferrari	#12 Risi Competizione F333 SP
- 2003	Ferrari	#72 Team Alphand Aventures 550 Maranello GTS
- 2003	Ferrari	#88 Veloqx / Prodrive Racing 550 Maranello
- 2005	Ferrari	#11 Larbre Competition 550 Maranello GTS
- 2006	Ferrari	#62 Risi Competizione F430GT
- 2003	Ford	Focus SVT
- 2006	Ford	Focus ST
- 2005	Ford	Mustang GT
- 2000	Ford	Mustang Cobra R
- 2005	Ford	Ford GT
- 1970	Ford	Mustang Boss 429
- 1966	Ford	GT40 MkII
- 2003	Ford	FocusSport SVT Focus
- 2004	Ford	#10 Tiger Racing Mustang
- 1994	Honda	Civic 1.5 VTi
- 1995	Honda	CR-X Del Sol SiR
- 1999	Honda	Civic Si Coupe
- 2000	Honda	Prelude SiR
- 1991	Honda	CR-X SiR
- 2000	Honda	Integra Type-R
- 2004	Honda	Civic Type-R
- 2002	Honda	Integra Type-R
- 2003	Honda	S2000
- 1992	Honda	NSX-R
- 2005	Honda	NSX-R
- 2005	Honda	NSX-R GT
- 2004	Honda	Wings West Civic Si
- 2000	Honda	Aerogear Integra Type-R
- 2004	Honda	Mugen Civic Type-R
- 2002	Honda	Mugen Integra Type-R
- 2003	Honda	Mugen S2000
- 1994	Honda	Do-Luck NSX
- 2003	Honda	#16 G'ZOX NSX
- 2005	Honda	#18 TAKATA DOME NSX
- 2005	Honda	#8 ARTA NSX
- 2003	Hyundai	Tuscani Elisa
- 2003	Infiniti	G35 Coupe
- 2007	Jaguar	XK Coupe
- 1993	Jaguar	XJ220
- 1961	Jaguar	E-type S1
- 2002	Koenigsegg	CC8S
- 2005	Lamborghini	Gallardo
- 1988	Lamborghini	Countach LP5000 QV
- 1997	Lamborghini	Diablo SV
- 2005	Lamborghini	Murcielago
- 1999	Lamborghini	Diablo GTR
- 1992	Lancia	Delta Integrale EVO
- 1974	Lancia	Stratos HF Stradale
- 2003	Lexus	IS300
- 2002	Lexus	SC430
- 2006	Lexus	IS350
- 2003	Lexus	Foose Design IS430 Project Car
- 2003	Lotus	Elise 135R
- 2005	Lotus	Elise 111S
- 2005	Lotus	Exige
- 2005	Lotus	Exige Espionage
- 1989	Lotus	Carlton
- 2005	Lotus	Exige Cup 240
- 2002	Lotus	Esprit V8
- 1972	Lotus	Elan Sprint
- 2006	Maserati	GranSport
- 2004	Maserati	MC12
- 2005	Maserati	#15 JMB Racing MC12
- 2005	Maserati	#35 Risi Competizione MC12
- 2005	Maserati	#9 Vitaphone Racing Team MC12
- 2005	Mazda	Axela Sport 23S

 
|
- 2001	Mazda	Mazdaspeed Família
- 2001	Mazda	Mazdaspeed Roadster
- 1990	Mazda	Savanna RX-7
- 2004	Mazda	RX-8 Mazdaspeed
- 1997	Mazda	RX-7
- 2002	Mazda	RX-7 Spirit R Type-A
- 1995	Mazda	AB Flug RX-7
- 1995	Mazda	INGS RX-7
- 1995	Mazda	RE-Amemiya RX-7
- 1997	McLaren	F1 GT
- 1997	McLaren	#41 Gulf Team McLaren F1 GTR
- 1997	McLaren	#43 Team BMW Motorsport McLaren F1 GTR
- 2003	Mercedes	CLK55 AMG Coupe
- 2004	Mercedes	C32 AMG
- 2005	Mercedes	SLR
- 1998	Mercedes	AMG Mercedes CLK GTR
- 1954	Mercedes	300SL Gullwing Coupe
- 2003	MINI	Cooper-S
- 2003	Mitsubishi	Eclipse GTS
- 1995	Mitsubishi	Eclipse GSX
- 2006	Mitsubishi	Eclipse GT
- 1998	Mitsubishi	FTO GP Version R
- 1997	Mitsubishi	GTO
- 1999	Mitsubishi	Lancer Evolution VI GSR
- 2004	Mitsubishi	Lancer Evolution VIII GSR
- 2004	Mitsubishi	Lancer Evolution VIII MR
- 2000	Mitsubishi	Lancer Evolution VI TME
- 2006	Mitsubishi	Lancer Evolution IX GT
- 1999	Mitsubishi	MINE'S CP9A Lancer Evolution VI
- 2003	Mitsubishi	Sparco Lancer Evolution VIII
- 2006	Mitsubishi	HKS Time Attack Evolution
- 1996	Nissan	Silvia K's
- 1992	Nissan	Silvia CLUB K's
- 2002	Nissan	Skyline GT-R V-Spec II Nür
- 2003	Nissan	Skyline Coupe 350GT
- 2000	Nissan	Silvia Spec-R
- 2003	Nissan	Fairlady Z
- 2002	Nissan	Skyline GT-R V-Spec II
- 1993	Nissan	Skyline GT-R V-Spec
- 1994	Nissan	Fairlady Z Version S Twin Turbo
- 1998	Nissan	R390
- 1969	Nissan	Fairlady Z 432
- 1969	Nissan	Fairlady Z 432R
- 2002	Nissan	Tommy Kaira Skyline GT-R R34
- 2003	Nissan	Fairlady Z Custom Edition
- 2000	Nissan	Top Secret D1-Spec S15
- 2002	Nissan	MINE'S R34 Skyline GT-R
- 1993	Nissan	MINE'S R32 Skyline GT-R
- 1998	Nissan	#32 NISSAN R390 GT1
- 2003	Nissan	#12 CALSONIC SKYLINE
- 2003	Nissan	#23 XANAVI NISMO GT-R
- 2003	Nissan	#3 HASEMISPORT ENDLESS Z
- 2005	Nissan	#46 Dream Cube's ADVAN Z
- 2004	Opel	Speedster Turbo
- 2003	Opel	#5 OPC TEAM PHOENIX Astra V8
- 1999	Pagani	Zonda C12
- 2003	Pagani	#17 Carsport America Zonda GR
- 2005	Panoz	Esperante GTLM
- 2003	Panoz	#11 JML Team Panoz LMP-01
- 2005	Panoz	#51 JML Team Panoz Esperante GTLM
- 2006	Panoz	#81 Team LNT Panoz Esperante GTLM
- 2007	Peugeot	207 RC
- 2004	Peugeot	206 RC
- 2007	Peugeot	207 Super 2000
- 1993	Peugeot	#3 Peugeot Talbot Sport 905 EVO 1C
- 2006	Pontiac	Solstice
- 2004	Pontiac	GTO
- 1968	Pontiac	GTO Hardtop
- 2003	Porsche	Boxster S
- 1989	Porsche	944 Turbo
- 1982	Porsche	911 Turbo 3.3
- 2006	Porsche	Cayman S
- 2004	Porsche	911 GT3 (996)
- 2007	Porsche	911 Turbo (997)
- 1987	Porsche	959
- 2007	Porsche	911 GT3 (997)
- 1995	Porsche	911 GT2
- 2003	Porsche	Carrera GT
- 1970	Porsche	914/6
- 1973	Porsche	911 Carrera RS
- 1987	Porsche	#17 Racing Porsche AG 962c
- 1998	Porsche	#26 Porsche AG 911 GT1-98
- 2004	Porsche	#23 Alex Job Racing 911 GT3-RSR
- 2005	Porsche	#31 Peterson-White Lightning  911 GT3-RSR
- 2005	Porsche	#44 Flying Lizard 911 GT3-RSR
- 2005	Porsche	#5 XBOX 360 911 GT3-RSR
- 2002	Porsche	#57 Larbre McDonalds 996 GT3 Cup
- 2003	Porsche	#22 3R-Racing 911 GT3 Cup
- 2005	Porsche	#3 Lechner Racing School Team 1 911 GT3 Cup
- 2005	Porsche	#55 Applied Materials 911 GT3 Cup
- 2005	Porsche	#66 AXA Racing 911 GT3 Cup
- 2006	Porsche	#81 Synergy Racing 911 GT3 Cup
- 2006	Porsche	#82 Red Bull 911 GT3 Cup
- 2006	Proto Motors	Spirra
- 2003	Renault	Sport Clio V6 RS
- 2002	Saab	9-3 Aero
- 2000	Saleen	S281
- 2006	Saleen	S281 E
- 2004	Saleen	S7
- 2001	Saleen	#26 Konrad Motorsports S7R
- 2002	Saleen	#11 Graham Nash Motorsport S7R
- 2003	Saleen	#2 Konrad Motorsports S7R
- 2006	Saturn	ION Red Line
- 2005	Scion	tC
- 2003	SEAT	Leon Cupra R
- 2005	SEAT	Cupra GT Prototype
- 2007	Shelby	GT500
- 1999	Shelby	Series 1
- 1968	Shelby	Mustang GT-500KR
- 1965	Shelby	Cobra 427 S/C
- 2005	Subaru	Legacy B4 2.0 GT
- 2005	Subaru	Impreza WRX STI
- 2004	Subaru	Impreza WRX STi
- 1998	Subaru	Impreza 22B STi
- 2006	Subaru	Impreza S204
- 1998	Subaru	Tommy Kaira Impreza M20b
- 2003	Subaru	#77 CUSCO SUBARU ADVAN IMPREZA
- 1985	Toyota	Sprinter Trueno GT Apex
- 2002	Toyota	MR-S
- 1992	Toyota	Supra 2.0 GT Twin Turbo
- 2004	Toyota	Altezza RS200
- 2003	Toyota	Celica SS-I
- 2002	Toyota	Soarer 430SCV
- 1995	Toyota	MR2 GT
- 1998	Toyota	Supra RZ
- 1969	Toyota	2000GT
- 2002	Toyota	Tom's W123 MR-S
- 1995	Toyota	Border MR2 Turbo T-bar
- 1995	Toyota	VIS Racing MR2 Turbo T-bar
- 2003	Toyota	APR Performance Celica GTS
- 1995	Toyota	Tom's T020 MR2
- 2002	Toyota	Tom's Z382 Soarer
- 1992	Toyota	Do-Luck Supra
- 1998	Toyota	VeilSide Supra Fortune 03
- 1998	Toyota	AB Flug S900 Supra Turbo
- 1998	Toyota	VeilSide Supra Fortune 99
- 1998	Toyota	Top Secret 0-300 Supra
- 1999	Toyota	#3 Toyota Motorsports GT-ONE TS020
- 2004	Toyota	#35 Yellow Hat YMS Supra
- 2005	Toyota	#36 OPEN INTERFACE TOM'S SUPRA
- 2005	Toyota	#6 EXXON Superflo Supra
- 2006	Toyota	#25 ECLIPSE ADVAN SUPRA
- 2001	TVR	Tuscan S
- 2001	TVR	Tuscan R
- 2005	TVR	Sagaris
- 1998	TVR	Cerbera Speed 12
- 2006	Vauxhall	Astra VXR
- 2004	Vauxhall	VX220 Turbo
- 2005	Vauxhall	Monaro VXR
- 2004	Volkswagen	Beetle
- 1995	Volkswagen	Corrado VR6
- 1992	Volkswagen	Golf GTi 16v Mk2
- 2003	Volkswagen	Bora VR6
- 2006	Volkswagen	Golf GTi
- 2003	Volkswagen	Golf R32
- 2004	Volvo	S60 R
- 2004	Volvo	#24 At-Speed S60 R